# Василий III (патриарх Константинопольский)
Патриа́рх Васи́лий III (греч. Πατριάρχης Βασίλειος Γ΄; в миру Васи́лиос Георгиа́дис, греч. Βασίλειος Γεωργιάδης; 1846, Хрисуполис, Константинополь, Османская империя — 29 сентября 1929, Стамбул, Турция) — патриарх Константинопольский (30 июня 1925 — 29 сентября 1929).

## Биография
Изучал теологию и литературу в Афинском университете, который окончил в 1871 году. В следующем году он был назначен профессором духовной семинарии на острове Халки, где он преподавал в течение 8 лет древнееврейский язык, герменевтику, Ветхий и Новый Завет. Занимаясь исторических рукописей научных исследований и опубликовал. Хотя он сам преподавал, его отправляют из школы для дальнейшего обучения в Европе. Он работал в библиотеках Риме, Берлине, Лейпциге, Лондоне и Вене. С 1884 года — доктор философии Мюнхенского университета.
В 1884 году вернулся в Константинополь и был назначен директором патриаршей духовной семинарии в Галате. В декабре того же года был рукоположен во диакона и священника. В 1889 году он был избран епископом Центральной Греции.
В 1906 году он стал свидетелем пожара, который уничтожил Анхиало, сгорел его дом, с большой библиотекой. В 1909 году он был избран епископом Пелагонийским.
В 1910 году был переведён на Никейскую кафедру.
В Никее он оставался до обмена населением Греции и Турции.

### Патриаршество
После вынужденного отречения патриарха Константина VI, Синод 13 июля 1925 года избрал митрополита Василия, которому было 79 лет, новым патриархом.
Томосом от 30 июля 1925 года Константинопольский патриарх признал решение Синода Румынской Православной церкви о провозглашении последней Патриархатом. Кроме того, начал переговоры с итальянским правительством по вопросу о церковной юрисдикции, проведённых итальянской Додеканес и изменения в Устав Афона. В отличие от своих предшественников, Григория VII и Константина VI, поддерживавших обновленцев в Русской Церкви, патриарх Василий занял нейтральную позицию в отношении «обновленческого» раскола.
В 1928 году Василий III окончательно оформил претензии Константинопольского Патриархата на свою юрисдикцию над всеми православными общинами и епархиями вне канонических территорий Поместных Церквей. Однако эти претензии были признаны на тот момент только Александрийской Церковью, получившей взамен от Фанара признание её прав на все православные общины в Африке, и, де-факто, Элладской Церковью, которая, назначая своих клириков на заграничные приходы, стала временно передавать их в юрисдикцию Константинопольского Патриархата.
4 сентября 1928 года было выработано совместное соглашение Элладской и Константинопольской Церквей относительно 36 епархий, оказавшихся после Лозаннского договора на территории Греции — так называемых «Новых территорий». Согласно Патриаршему и Синодальному актам епархии «новых территорий» (Эпира, Южной Македонии, Западной Фракии и большинство островов Эгейского архипелага), формально оставаясь в юрисдикции Константинопольского Патриархата, вошли в состав Элладской Церкви (то есть были административно подчинены ей), согласно уже принятому государственному закону Греции № 3615 от 15 июля 1928 года. Успеху переговоров способствовала дружба и личная переписка между патриархом Василием III и его бывшим учеником архиепископом Афинским Хризостомом (Пападопулосом). 28 мая 1929 года архиепископ Хризостом написал Патриарху Василию III, что Элладский Синод согласен на все его условия относительно митрополитов «новых территорий» с одной поправкой, — за богослужением они должны наравне с патриархом поминать Священный Синод Элладской Православной Церкви. В итоге поправка была принята.
Патриарх Василий — масон, являлся членом масонской ложи «Πρόοδος» («Прогресс»).
При Патриархе Василии начался выпуск официального периодического издания Константинопольского Патриархата «Ὀρθοδοξία» («Православие»).
Скончался 29 сентября 1929 года в Стамбуле.